# Kolejowe Zakłady Nawierzchniowe Cogifer Polska
Kolejowe Zakłady Nawierzchniowe COGIFER POLSKA Sp. z o.o. – bydgoska firma, będąca jednym z głównych w Polsce producentów elementów nawierzchni kolejowej i tramwajowej.

## Historia
W okresie II wojny światowej w rejonie przystanku osobowego Rynkowo Wiadukt Niemcy zorganizowali bazę nawierzchniową. W 1947 PKP uruchomiły tam warsztaty drogowe, które rozpoczęły produkcję rozjazdów kolejowych oraz konstrukcji mostowych. Zakłady wyspecjalizowały się w konstrukcji nowoczesnych rozjazdów i urządzeń torowych. W 1974 zbudowano nową zgrzewalnię szyn. Do 1991 zakład był związany z PKP, a w latach 1991–2000 funkcjonował jako samodzielne przedsiębiorstwo państwowe. 1 kwietnia 2000 roku przedsiębiorstwo zostało sprywatyzowane poprzez utworzenie Spółki z udziałem francuskiej grupy kapitałowej COGIFER. Zmieniła się wówczas nazwa firmy z dotychczasowej: Kolejowe Zakłady Nawierzchniowe "Bydgoszcz" na Kolejowe Zakłady Nawierzchniowe COGIFER POLSKA Sp. z o.o., a następnie na Vossloh Cogifer Polska Sp. z o.o.

## Stan obecny
Przedsiębiorstwo jest producentem i dostawcą elementów nawierzchni kolejowej i tramwajowej. Produkcja obejmuje m.in. nawierzchnie kolejowe, rozjazdy (przystosowane do prędkości 120 - 250 km/h), skrzyżowania torów, zwrotnice i rozjazdy tramwajowe. 
Firma zajmuje obszar 16 ha w tym około 19 tys. m² powierzchni produkcyjnych i montażowych. Od 2002 roku posiada certyfikat ISO9001:2001.
Głównym rynkiem zbytu produktów jest rynek polski. Produkcja eksportowa w 2009 stanowiła ok. 10% i dotyczyła m.in. Austrii, Czech i Niemiec.